# Ecuación de Scatchard
La ecuación de Scatchard es una ecuación utilizada en bioquímica y biología molecular para calcular la constante de afinidad de un ligando con una proteína.
Su nombre hace referencia al químico estadounidense George Scatchard y a veces se le conoce como ecuación de Rosenthal-Scatchard.

## Ecuación
La ecuación de Scatchard es la relación entre la concentración de ligando unido y el total de sitios de unión disponibles, siendo n es el número de sitios de unión disponibles en cada molécula de proteína. Se formula como:
{\displaystyle {\displaystyle {\frac {r}{[L]}}=nK_{a}-rK_{a}}}
donde
{\displaystyle {\displaystyle r={\frac {[L]_{unido}}{[P]_{0}}}}}
y
Ka es la constante de asociación (afinidad) de la ecuación
{\displaystyle {\displaystyle K_{a}={\frac {[LP]}{[L][P]}}}}
Representando r/[L] vs r, se obtiene la gráfica de Scatchard con una pendiente -Ka y una intersección Y de nKa. Las afinidades de unión relativas entre dos sitios se pueden distinguir con una línea que muestra idéntica afinidad y una curva que muestra afinidades diferentes.

## Gráfica de Scatchard

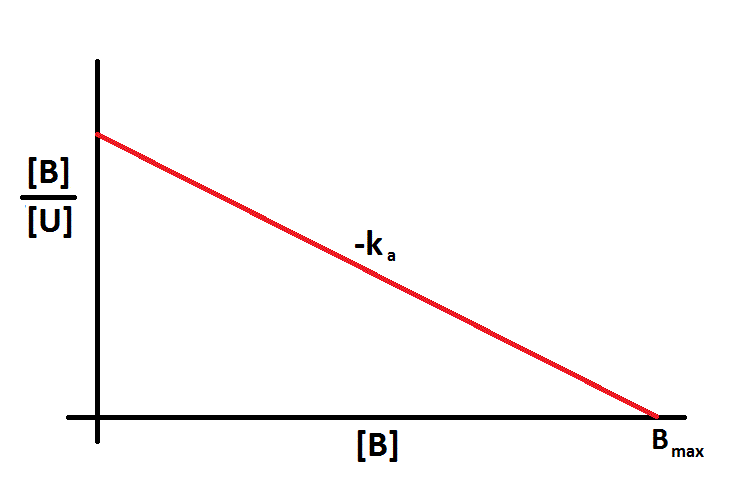
Gráfica de Scatchard.

Una gráfica de Scatchard muestra la relación de concentraciones de ligando unido y ligando libre contra la concentración de ligando unido. Es un método que permite analizar interacciones reversibles entre ligandos/receptores. La gráfica genera una recta de pendiente -K, donde K es la constante de afinidad para el ligando. La constante de afinidad se define como la inversa de la constante de disociación. La intercepción en el eje X es Bmax. A veces se da el caso donde los datos de unión no forman una línea recta en un gráfico de Scatchard, como cuando no se permite que el ligando unido al sustrato llegue al equilibrio antes de que dicha unión pueda ser medida o estemos tratando con una unión cooperativa.
En un gráfico de Scatchard se ignoran las suposiciones de independencia en el modelo de regresión lineal porque B (ligando unido) se utiliza en ambos ejes X e Y. En la actualidad los gráficos de Scatchard y de Lineweaver-Burk son obsoletos, ya que fueron formulados para linealizar los datos originales de manera que pudieran aplicarse métodos de regresión lineal. Frecuentemente, estas representaciones distorsionan el error experimental y pueden ser engañosas si los resultados no son precisos.